# Guy Ovenberghe
Guy Etienne Ovenberghe, né le 3 mars 1919 à Bourges et mort le 13 juillet 1994 à Pau, est un coureur cycliste, spécialiste de la piste.

## Biographie
Formé au Club sportif clodoaldien, il commence la compétition en mai 1935 ; Il  dispute le premier pas sur piste du Parc des Princes où il atteint la finale. Trois fois finaliste, Il remporte deux fois la Médaille au Vel' d'Hiv,,,. En 1937, Il court des américaines avec Nourry , Jarousse ou Comboudoux ; en 1938 avec Achille Samyn.
En janvier 1939, il s'engage dans l'Armée de l'Air et est affecté à la base aérienne 107 à Villacoublay. Il gagne les championnats de France de vitesse militaire et des aspirants.
À la déclaration de la guerre en 1939, il doit arrêter la compétition. En 1941, il est affecté dans un chantier de jeunesse à Argelès-Gazost comme moniteur d'éducation physique.
En 1945, il est chargé des sports au Ministère de l’Air, il dirige l'équipe cycliste de l'Armée de l'Air et s’occupe de la mise sur pied des championnats de France militaires de cyclisme,. Puis il est affecté pour 3 ans à Madagascar, où il continue de courir, et fonde deux clubs cyclistes. En 1951, il revient à la Base aérienne 117 à Paris,. En 1952, il s'occupe des jeunes sportifs à Douala.

## Palmarès

### Championnat de France
- Champion de France militaire de vitesse : 1939[17]
- Champion de France de vitesse des aspirants : 1939[18],[19]

### Championnat régional
- Championnat de vitesse des Hautes-Pyrénées : 1941[7]

### Grand Prix
- Grand Prix Pernod du sprinter français à Senlis 1936[20],[21]
- Prix de Saint-Cloud
- Grand Prix de Longchamp, prologue du critérium des As[22],[6],[21]
- Prix Quentin-Bauchart, par équipe, au cours de la journée finale du Grand Prix de Paris 1939
- Grand Prix de Roubaix, 50 km. derrière motos[21]
- Coupe de L'Auto 1938[21]
- Grand Prix France Libre à Madagascar 1948 et 1949

### Autres
- américaine, avec Jarousse, match France-Italie, championnats d'hiver 1937, au Vel' d'Hiv[23].
- Coupe de France sur piste par équipe 1938[24]
- Prix de Montréal, américaine avec Achille Samyn 1938
- Challenge de côte du Cœur Volant 1938[21]
- Petit Tour de France 1938[21]
- 100 km. sur route au lac Daumesnil[21]
- Montauban : deux épreuves de 50 km sur piste 1944[21]
- Champion de l'armée de l'air  1947[12]